# بورشاید، لوکزامبورگ
بورشاید (به لوکزامبورگی: Buerschent) یک شهرداری در استان دیکریش کشور لوکزامبورگ است که ۳۶٫۸۶ کیلومترمربع مساحت دارد و جمعیت آن در سال ۲۰۰۹ میلادی ۱۳۶۰ نفر بوده‌است.
دژ بورشاید که بزرگترین دژ در لوکزامبورگ و یکی از مهمترین دژهای باقیمانده از قرون وسطا است در بورشاید و بین رود موز و رود راین قرار دارد.

## بخش‌ها
این شهرداری ۸ بخش یا زیرمجموعه دارد که عبارتند از:
- بورشاید (Bourscheid) مرکز
- دیرباخ (Dirbach)
- کمن (Kehmen)
- لیپرشاید (Lipperscheid)
- میشلاو (Michelau)
- شایدل (Scheidel)
- شلیندرماندرشاید (Schlindermanderscheid)
- ولشاید (Welscheid)

## تاریخچه جمعیت
تاریخچه رشد جمعیت این شهرداری در جدول زیر آمده‌است:
| سال  | جمعیت |
| ---- | ----- |
| ۱۸۲۱ | ۱۱۲۷  |
| ۱۸۵۱ | ۱۹۵۱  |
| ۱۸۸۰ | ۱۸۳۷  |
| ۱۹۱۰ | ۱۵۸۹  |
| ۱۹۳۵ | ۱۲۹۳  |
| ۱۹۴۷ | ۱۱۴۷  |
| ۱۹۶۰ | ۱۰۲۶  |
| ۱۹۷۰ | ۹۶۶   |
| ۱۹۸۱ | ۹۲۴   |
| ۱۹۹۱ | ۱۰۲۷  |
| ۲۰۰۱ | ۱۱۳۰  |
| ۲۰۰۴ | ۱۲۱۱  |
| ۲۰۰۷ | ۱۳۱۷  |
| ۲۰۱۰ | ۱۳۱۷  |
| ۲۰۱۱ | ۱۳۵۹  |